# Cheongnim-dong, Seoul
Cheongnim-dong (koreanska: 청림동)  är en stadsdel i Sydkoreas huvudstad Seoul. Den ligger i stadsdistriktet Gwanak-gu i den sydvästra delen av staden.